# Újezdeček
Újezdeček é uma comuna checa localizada na região de Ústí nad Labem, distrito de Teplice.